# Shantall
Shantall Young Macedo Oneto (Toronto, Canadá; 10 de mayo de 1977), conocida simplemente como  Shantall, es una cantante, actriz y profesora de canto canadiense-peruana de ascendencia italiana.

## Trayectoria
Nació en Toronto, con el nombre de Shantall Young Oneto, hija de la actriz peruana Bettina Oneto y del músico Richard "Bimbo" Macedo (baterista del grupo de rock The Mad's), su abuelo materno es el comediante Carlos Oneto y su abuelo paterno es el salsero Lucho Macedo. Se mudó al Perú a los 8 meses de edad, pero regresó a Toronto a los 10 años. Desde esta temprana ella enseñaba constantemente en centros comunitarios y gracias a su gran talento su nombre empezó a ser conocido. Ella se unió a una pura y un grupo de r&B y hip hop llamado infinity con el cual produjo y escribió una diversidad de temas entre ellos 'Baby'. A su vez también cantaba en la iglesia lo cual según ella cuenta logro finalmente que ella realmente sacara su 'voz interior' y la dejara ir.  Llevó talleres de blues, soul y gospel y fue entre estos años que ella logró sacar adelante un proyecto suyo titulado 'Musicalmente tuya o Musically Yours'. Un álbum bilingüe que abarca desde 'straight up hip hop' pasando por R&B y neo soul hasta influencias de reggae. En 1993 actuó en el musical Rainboworld producido por Salome Bey. En 1998 se unió al grupo Papichulo Crew, con el cual se presentó en eventos como Latin Carnival at Canada's Wonderland, The International Latin Festival at Ontario Place, Hummingbird Centre, North York Performing Arts Centre y Skydome. 
En 2008 participó en el musical Feisbuk, presentado en el Teatro Peruano Japonés bajo la dirección de Rocío Tovar. En 2009, actuó en la obra Volpone, bajo la dirección de Roberto Ángeles. En 2010, participó en la obra El musical 2010 producido por "Preludio Asociación Cultural" de Denisse Dibós, donde interpretó temas de varios musicales, presentado en el Teatro Segura.
En 2011 actuó en el musical TuLima, bajo la dirección de Vania Masías.
En mayo de 2012, interpretó a una de "Las Dinamita" en el musical Hairspray, dirigido por Juan Carlos Fisher. Participó también como profesora de canto en la versión peruana de Operación triunfo. Seguidamente, Shantall concursó en el reality show de baile El gran show. Finalmente fundó su propia compañía 'Saca tu Diva' o STD la cual ha logrado un éxito mayor en tan solo 3 años, en donde ella enseña desde técnica vocal hasta grabación de estudio.

## Teatro
- Rainboworld (1993)
- Feisbuk (2008) como Mimi.
- Volpone (2009) como Francisca.
- El musical 2010 (2010) varios roles.
- TuLima (2011)
- Fatimanía (2011)
- Hairspray (2012) como miembro de "Las Dinamita".

## Filmografía

### Televisión
- Operación triunfo (2012), profesora de canto.
- El gran show (2012), concursante, 9° puesto.
- Pequeños gigantes (2013), profesora de canto.
- Torbellino, 20 años después (2018), .
- El artista del año, segunda temporada (2018), concursante, 2° puesto.
- El artista del año, tercera temporada (2018), concursante, 5° puesto.
- El artista del año, sexta temporada (2019), concursante, 6° puesto.

### Streaming
- ¿O besas o no besas? (America TVGO)

## Discografía
- Mojaito (We Get It Wet) con su grupo Papichulo Crew (1999)
- Musicalmente Tuya (Debut Album including single "All By Myself")